# Berumbo
Berumbo är en ort i Mexiko.   Den ligger i kommunen Abasolo och delstaten Guanajuato, i den centrala delen av landet, 280 km väster om huvudstaden Mexico City. Berumbo ligger 1 694 meter över havet och antalet invånare är 339.
Terrängen runt Berumbo är platt åt nordost, men åt sydväst är den kuperad. Runt Berumbo är det ganska tätbefolkat, med 124 invånare per kvadratkilometer. Närmaste större samhälle är Pénjamo, 12,7 km nordväst om Berumbo. Trakten runt Berumbo består till största delen av jordbruksmark.